# Prosopistoma variegatum
Prosopistoma variegatum is een haft uit de familie Prosopistomatidae. De wetenschappelijke naam van de soort is voor het eerst geldig gepubliceerd in 1833 door Latreille.
De soort komt voor in het Afrotropisch gebied.